# Мартинш, Веспазиану Барбоза
Веспазиану Барбоза Мартинш (порт. Vespasiano Barbosa Martins; 4 августа 1889, Кампу-Гранди, Мату-Гросу-ду-Сул — 14 января 1965, Кампу-Гранди) — бразильский врач и политик. Мэр Кампу-Гранди и глава штата в период провозглашения им независимости. Сенатор в Эру Варгаса в 1935—1937 годах.

## Биография
Веспазиану Барбоза Мартинш (Веспасиано Барбоса Мартинс) родился 4 августа 1889 года на фазенде «Fazenda Campeiro» в поселении Sidrolândia (сегодня — район города Кампу-Гранди) в штате Мату-Гросу-ду-Сул (в те годы — Мату-Гросу) в семье крупного землевладельца. В 1915 году он окончил медицинский факультет столичного университета Рио-де-Жанейро по специальности гинекология и хирургия. В середине 1920-х совершил поездку в Европу: перенимал опыт в Германии и во Франции. В 1926 году переехал в город Сан-Паулу, где проработал пять лет — руководил хирургической службой в больнице «Hospital Alemão».
После революции, в 1931 году, был назначен мэром Кампу-Гранди при поддержке либеральной партии «União Liberal de Mato Grosso». 11 июля 1932 года в Кампу-Гранде было провозглашено создание независимого государства Маракажу (Estado de Maracaju), столицей которого стал город Кампо-Гранде, а главой государства — Веспазиану Мартинш. После неудачи борьбы за независимость, последовавшей в октябре, Мартинш был вынужден провести около шести месяцев в изгнании в Аргентине, а затем — в Парагвае. В апреле 1933 года вернулся в Бразилию и стал одним из основателей Прогрессивной партии Мату-Гросу.
Мартинш одержал победу на выборах в сенат Бразилии, проходивших в 1934 году по новой (третьей) конституции: стал одним из двух сенатором от центрально-западного штата Мату-Гросу 7 сентября 1935 года. Будучи избранным на восьмилетний срок в 37-й созыв бразильского сената, занимал свой пост неполные три года, с 1935 по 1937 год — поскольку в ноябре 1937 года президент Жетулиу Варгас организовал государственный переворот и основал централизованное государство Эстадо Ново (Estado Novo).
После падения режима Варгаса, Мартинш в октябре 1945 года основал в штате Национально-демократический союз (UDN) и снова был избран сенатором. В 1955 году, после завершения своего срока в качестве сенатора, ушел из общественной жизни в связи с состоянием здоровья. Скончался в родном городе Кампу-Гранди 14 января 1965 года.